# جانا فت
جانا فت (انگلیسی: Jana Fett؛ زادهٔ ۲ نوامبر ۱۹۹۶) تنیس‌باز حرفه‌ای اهل کرواسی است که در سال ۱۹۹۶ متولد شد. او در رقابت‌های بین‌المللی تنیس زنان (WTA) و مسابقات زیرمجموعه فدراسیون جهانی تنیس (ITF) شرکت کرده است. بهترین رتبه او در رده‌بندی جهانی تنیس، ورود به جمع ۱۰۰ بازیکن برتر بوده است. فت به دلیل سبک بازی تهاجمی و عملکردش در مسابقات مختلف، به‌ویژه در رقابت‌های ITF، شناخته می‌شود.
در ۳۰ اکتبر ۲۰۱۷، فت به بهترین رتبه انفرادی خود در رده‌بندی جهانی یعنی شماره ۹۷ دست یافت و در ۲۱ مه ۲۰۱۸، بهترین رتبه دونفره خود یعنی شماره ۳۴۸ را به دست آورد. فت تاکنون ۹ عنوان انفرادی و ۵ عنوان دونفره در تور جهانی تنیس زنان آی تی اف کسب کرده است.

## دوران حرفه‌ای

### ۲۰۱۴–۲۰۱۵
در سیرکیت جوانان آی تی اف، فت به بالاترین رتبه دوران جوانی خود یعنی شماره ۱۲ در ۲۴ فوریه ۲۰۱۴ دست یافت. او نایب قهرمان رقابت تنیس آزاد استرالیا ۲۰۱۴ - انفرادی دختران شد و در فینال برابر الیزاوتا کولیچکووا شکست خورد.
بزرگ‌ترین عنوان او تا آن زمان در چالش جهانی Dunlop 2015 به دست آمد، جایی که قهرمان مسابقات انفرادی شد و در فینال لوکسیکا کومکوم را شکست داد.

### ۲۰۱۷: اولین حضور در تور دبلیو تی ای، دو نیمه‌نهایی و ورود به ۱۰۰ نفر برتر
در هوبارت اینترنشنال ۲۰۱۷ - انفرادی، فت برای اولین بار در قرعه اصلی یک تورنمنت دبلیو تی ای تور حضور یافت. او به نیمه‌نهایی این رقابت‌ها رسید اما به قهرمان نهایی و همچنین بازیکن صعود کرده از مرحله مقدماتی، الیسه مرتنس باخت.
در ادامه سال، او به نیمه‌نهایی دوم خود در تنیس آزاد زنان ژاپن ۲۰۱۷ - انفرادی رسید و در این مسیر، اولین برد خود برابر یک بازیکن از ۲۰ نفر برتر جهان، کریستینا ملادنوویچ (بخت اول مسابقات) را ثبت کرد. اما در دیدار نیمه‌نهایی، علیرغم داشتن یک امتیاز مسابقه، به میو کاتو باخت. این نتایج باعث شد که او در ۱۸ سپتامبر ۲۰۱۷ برای اولین بار وارد ۱۰۰ نفر برتر جهان شود.

### ۲۰۱۸: اولین حضور در گرند اسلم و اولین برد
در تنیس آزاد استرالیا ۲۰۱۸، فت برای اولین بار مستقیماً به قرعه اصلی یک گرند اسلم راه یافت. او اولین پیروزی خود در یک تورنمنت بزرگ را مقابل میسا اگوجی به دست آورد. در دور دوم، مقابل کارولین وزنیاکی، بخت دوم مسابقات، قرار گرفت و در ست سوم با نتیجه ۵–۱ و امتیاز ۴۰/۱۵ پیش بود اما در نهایت این برتری را از دست داد و پنج گیم متوالی را باخت تا مسابقه را واگذار کند.

### ۲۰۲۲–۲۰۲۴: فینال WTA 125، اولین حضور در رولان گاروس و چین WTA 1000
فت پس از سه سال غیبت در باشگاه آل انگلند، به قرعه اصلی تنیس ویمبلدون ۲۰۲۲ صعود کرد، جایی که در دور اول مقابل شماره ۱ جهان، ایگا شفیونتک شکست خورد.
او به فینال رقابت تنیس کلاسیک میدلند ۲۰۲۳ از سری رقابت‌های WTA 125 رسید اما به آنا کالینسکایا، که نخستین عنوان چالش‌گر WTA خود را کسب می‌کرد، باخت.
در آوریل ۲۰۲۴، فت بزرگ‌ترین عنوان دوران حرفه‌ای خود را در رقابت اوئیراس اوپن کسب کرد.
او در اولین حضور خود در تنیس آزاد فرانسه ۲۰۲۴، به عنوان «بازنده خوش‌شانس» وارد جدول اصلی شد و در دور نخست جسیکا بوزاس مانیرو را شکست داد، اما در دور دوم به ماری بوزکووا باخت.
در جاسمین اوپن، فت با شکست میار شریف به دور دوم راه یافت، اما در سه ست به سارا سوریبس تورمو باخت. هفته بعد، در تایلند اوپن ۲، او پس از شکست ژانگ سایسای و واروارا گرچوا (با کناره‌گیری)، به یک‌چهارم نهایی رسید.
او به عنوان یک بازنده خوش‌شانس وارد جدول اصلی WTA 1000 چاینا اوپن شد و برای اولین بار در این سطح رقابت کرد. او اولین پیروزی خود در مسابقات WTA 1000 را برابر وایلدکارت وانگ میلینگ به دست آورد. فِت در دور دوم مقابل بخت نهم قهرمانی داریا کاساتکینا شکست خورد.